# Сороптимист
Сороптимист (нем. , англ. Soroptimist) — международная женская добровольная организация, основанная в 1921 году в США, в настоящий момент насчитывает более 95 тыс. членов в более чем 120 странах мира. Название происходит от лат. sorores optimae — «лучшие сестры». Члены организации борются за соблюдение прав человека и женщин по всему миру. Первый клуб был организован в Окленде (Калифорния, США).

## Цели и задачи
- Утверждение высоких этических принципов в профессиональной и общественной жизни
- Обеспечение необходимой правовой, профессиональной и социальной защиты женщин
- Дружба и солидарность членов организации по всему миру
- Содействие взаимопомощи и взаимопониманию

а также оказание поддержки (в том числе и финансовой) женщинам и девушкам, стремящимся изменить своё положение в обществе через дополнительное образование.
Хотя Сороптимист интернешенл не поддерживает ни политические партии, ни религиозные группы, члены организации следят за происходящими в обществе политическими процессами и оказывают влияние на законодательную деятельность на местном, национальном и международном уровнях.

## Жизнь в клубе
На местах члены организации объединены в клубы. Каждая профессия может быть представлена в одном клубе только одним человеком. Только специально приглашенные люди могут стать членами клуба.
Члены клуба, на встречах, представляют вниманию коллег доклады, сообщения, а также организуют дискуссии по профессиональной теме или по теме жизни общества, где они открыто выражают свою точку зрения.
Встречи проводятся раз в месяц.
Любому участнику клуба разрешается принять участие во встрече любого клуба Сороптимист интернешенл, который может находиться в любом уголке земного шара.
Ротация кадров на ответственных должностях клуба происходит раз в два года.
Раз в четыре года организовывается всемирный конгресс. Так же раз в четыре года, между всемирными конгрессами, организуется Европейский конгресс.